# Sexuální obtěžování

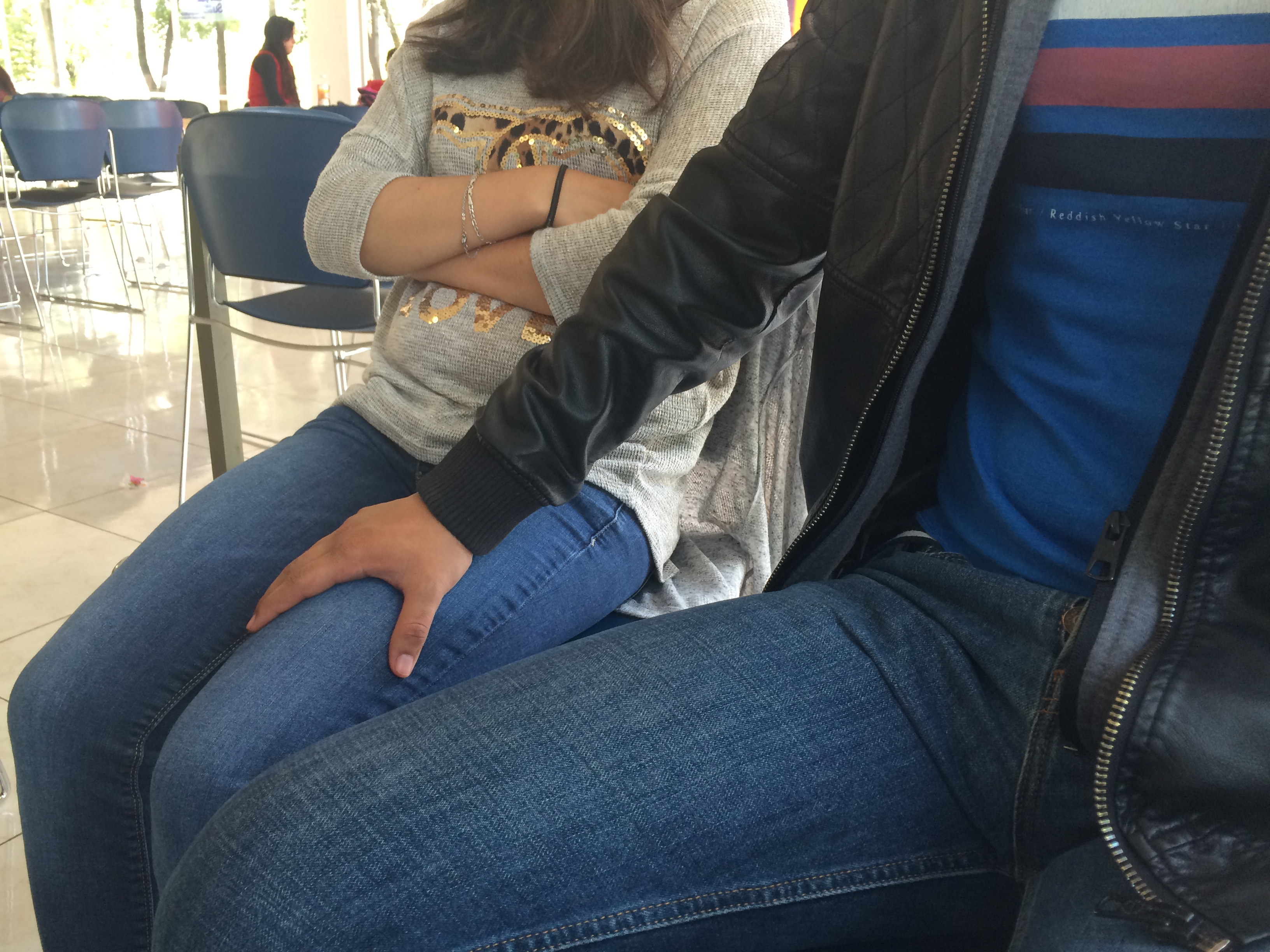
nevyžádané dotyky jsou velice častou formou veřejného sexuálního obtěžování

Sexuální obtěžování (angl. sexual harassment) je šikana nebo nátlak sexuální povahy, včetně nevítaného či nevhodného příslibu odměn, výměnou za sexuální služby. Sexuální obtěžování zahrnuje řadu akcí od verbálních přestupků, po sexuální zneužívání či napadení. Za sexuální obtěžování je však možné považovat pouze takové chování, které je nechtěné a kde se na jedné straně vyskytuje nevůle, nebo nesouhlas.
Právní definice sexuálního obtěžování se liší stát od státu. Tam, kde existují zákony ohledně sexuálního obtěžování, většinou nezakazují jednoduché škádlení, nemístné komentáře, nebo menší izolované incidenty. Zmíněné jednání však může být přesto považované za společensky nevhodné. Obtěžování na pracovišti může být považováno za protiprávní, pokud je tak časté a závažné, že vytváří nepřátelské, urážlivé pracovní prostředí. Někdy může mít za následek nepříznivé rozhodnutí pro zaměstnance (např. propuštění, degradování oběti, nebo když oběť přiměje opustit práci). Právní a sociální chápaní sexuálního obtěžování se liší v závislosti na kultuře.

## Historie
Poprvé bylo sexuální obtěžování zařazeno do amerických zákonů po sérií soudních případů týkající se sexuálního obtěžování v 70. a 80. letech. Většina žalobců v těchto případech byly afroamerické ženy, z nichž mnohé byly aktivní v občanském hnutí a využily principu občanského hnutí na genderovou diskriminaci.

### Istanbulská úmluva
Istanbulská úmluva, vydaná Radou Evropy, se věnuje rovnosti mužů a žen, násilí na ženách páchaných zejména muži a chlapci. Násilí považuje za porušování lidských práv. Stát musí zajistit, aby všechny násilné činy vůči ženám byl nepřijatelný. Musí zohlednit specifické požadavky žen ať už na základě náboženství, kultury nebo tradice. Některé ze skutků jsou již součástí trestního zákona. Istanbulská úmluva odsuzuje domácí násilí, sexuální obtěžování, znásilnění, nucené sňatky, stalking, tzv. zločiny ze cti či mrzačení genitálií. Státy se v ní zavazují k uzákonění opatření proti násilným výpadům a k prevenci, ale také k vyčlenění peněz na pomoc obětem i na práci s pachateli.
Česká republika Istanbulskou úmluvu zatím podepsala, ale neratifikovala. Podepsáním se stát zavazuje k odpovědnosti za porušování lidských práv, pokud nezajistí potírání násilí a diskriminace žen. Proti násilí musí bojovat za pomoci s nevládními organizacemi.

### #MeToo
Hnutí #MeToo (já také) začalo v roce 2006, aby pomohlo obětem sexuálního násilí najít cesty k uzdravení. Zaměřuje se na pomoc lidem, kteří prožili sexuální násilí, nachází vstupní body pro individuální uzdravení a povzbuzení obětí. Cílem je narušení společenských a kulturních systémů, které umožňují celosvětové šíření sexuálního násilí. Cílem #MeToo je přeformulovat a rozšířit celosvětový dialog ohledně sexuálního násilí.
Hnutí je kombinací místních občanů, kteří se snaží zamezit sexuálnímu násilí, a digitální komunity, která propojuje oběti. Skrze empatii a posilování kolektivní identity se snaží zejména o posílení sebevědomí obětí.

## Dělení obtěžování
Obtěžování něco za něco (quid pro quo) – jde především o poskytnutí nebo zabránění postupu v zaměstnání, souvisí s ekonomickým poškozením a širším fenoménem „skleněného stropu“.
Vytváření nepřátelského pracovního prostředí - zásadním aspektem sexuálního obtěžování je uplatnění moci, které je 1. skryté do projevů sexuální přitažlivosti; 2. často vede k izolaci a degradaci jedince; 3. je součástí celospolečenského kontextu odrážejícího postoj mužů vůči ženám; 4. je těsně spojený se znevýhodněním a podřízeností v zaměstnání i společnosti.

### Objevení sexuálního obtěžování
Sexuální obtěžování se může objevovat v různých situacích – v práci, továrně, ve škole. Často, ale ne vždy, může být obtěžující v pozici moci, nebo autority nad obětí (vlivem rozdílnému věku, sociálnímu, politickému, vzdělávacímu, zaměstnaneckému stavu). Nebo očekává získat tuto moc či autoritu ve formě povýšení

### Formy obtěžování ve vztahu
- obtěžujícím může být kdokoliv – klient, spolupracovník, rodič, zákonný zástupce, příbuzný, učitel, student, přítel, nebo cizí osoba,
- místo obtěžování může být škola, pracoviště, aj.,
- může a nemusí být přístupní svědkové nebo přihlížející,
- obtěžující si může zcela nebýt vědom toho, že jeho chování je urážlivé a zahrnuje prvky sexuálního obtěžování případně netuší, že jeho jednání je nezákonné,[10]
- situace může probíhat za okolností, kdy obtěžovaná osoba si není plně vědomá, že se jedná o obtěžování,
- může se jednat o jednotlivý čin, ale většinou dochází k opakovaným situacím,
- často se objevují závažné důsledky na oběti ve formě zvýšeného stresu, sociálního vyčlenění, problémy se spánkem a příjmem potravy, celkové zdravotní problémy, apod.,
- oběť i obtěžující mohou být jakéhokoliv pohlaví,
- obtěžující nemusí být opačného pohlaví,
- případ obtěžování může vyplynout ze situace, kdy obtěžující má dojem, že jasně projevil své úmysly, ale není jim porozuměno tak, jak zamýšlel. Nedorozumění může být buď racionální, nebo iracionální. V případě iracionálního nedorozumění je, když má např. žena stereotypní představy o muži a neporozumí jeho jasnému přání stále nepokračovat.[11]

### Obtěžování na pracovišti
- 79 % obětí ženy, 21 % muži,
- 51 % obětí je obtěžováno nadřízenými,
- nejčastěji se sexuální obtěžování objevuje v byznyse, obchodu, bance, a finančních firmách,
- 12 % obětí zažije vyhrožování o ukončování pracovního poměru pokud nevyhoví požadavkům obtěžujícího,
- sexuální obtěžování je forma sexuální/genderové diskriminace, která v USA porušuje článek 7 občanského zákoníku z roku 1964 (Title VII of the Civil Rights Act of 1964).[12]

### Příčiny sexuálního obtěžování na pracovišti:
- potřeba potvrdit si vlastní moc v situaci, kdy druhý nemůže odmítnout,
- mít nad druhými moc a možnost s nimi manipulovat a uplatňovat mocenskou převahu,
- nezralá potřeba potvrdit si sexuální aktivitu s menším rizikem odmítnutí,
- nerespektování hranice mezi pracovní/formální a soukromou/neformální sférou,
- neznalost a necitlivost k normám, které existují v pracovním prostředí,
- neporozumění a necitlivost k potřebám a přáním druhých lidí.[13]

### Dopady sexuálního obtěžování
Osobní zkušenost se sexuálním obtěžování může vést například k:
- úzkosti,
- sníženému sebevědomí,
- snížené důstojnosti,
- strachu z kontaktu s lidmi,
- negativním důsledkům v oblasti psychické, fyzické, sociální i výkonnostní,
- přenosu nepříjemné osobní zkušenosti do dalšího profesního i osobního života.[13]

## Dopad
Studie Evropské unie dokazují, že 17 335 obětí žen sexuálního napadení byly požádány, aby popsaly své pocity, které vyplývají ze závažných případů sexuálního napadení, které se jim přihodilo od 15 let. Mezi nejčastější popisy patří: 45 % hněv, 41 % otrávenost, 36 % zahanbení. Přibližně 1 ze 3 obětí (29 %), které zažily sexuální obtěžování, zažívají strach jako důsledek nejhorších případů, zatímco 1 z 5 obětí (20 %) cítí vinu za to, co se stalo. Psychologové a sociální pracovníci zaznamenali, že v případech závažného, nebo opakovaného sexuálního obtěžování dochází ke stejným psychologickým efektům jako po znásilnění, nebo sexuálnímu útoku. Oběti, které se nepodřídí obtěžování, mohou také zažívat pomstychtivé jednání, vylučování z kolektivu a šikanu. Sociální a ekonomický dopad ústí ve ztrátu stovek milionu dolarů díky ztrátě příležitosti ke vzdělání, nebo vzdělávacím a pracovním příležitostem. Zvláště pro ženy a dívky, i když se tato problematika týká i značného množství mužů.
V roce 2002 Rada evropské unie a parlament doplnilo směrnice z roku 1976 týkající se rovného přístupu mužů a žen na pracovišti o články, vztahující se sexuálnímu obtěžování na pracovišti, používající pojmy jako je genderová diskriminace a narušení důstojnosti. Členské státy EU přijali zákony týkající se sexuálního obtěžování, nebo doplnila existující zákony podle směrnice do října 2005. V roce 2005 přidala Čína nové dodatky k zákonu o ochraně ženských práv aby vyloučila sexuální obtěžování. V roce 2006 tzv. Šanghajský dodatek, podrobněji definuje pojem sexuálního obtěžování v Číně.
V červnu 2014 bylo poprvé v historii moderního Egypta zavedeno sexuální obtěžování jako kriminální čin. Sexuální obtěžování zůstává legální v Kuvajtu a Džibutsku

## Prevence
Sexuálnímu obtěžování a útokům mohou zabránit programy na středních školách, univerzitách a vzdělávací programy na pracovištích. Pravidelné průzkumy a dotazníky, které mohou přispět o zvýšení povědomí o sexuálním obtěžování. Provedení průzkumu může též motivovat oběť svou situaci řešit. Při prevenci je důležitá anonymita.

## Sexuální obtěžování v Česku
Pro české prostředí je dle Zdeňka Slobody charakterizující bagatelizovat výskyt jednotlivých forem, ty jsou vnímány jako běžné přátelské a utužující pracovní vztahy. Iniciátoři odmítají přijmout fakt, že takové chování může někomu vadit a obtěžovat ho. Nejčastější formou problematického chování jsou sexuálně podbarvené vtipy, narážky na soukromý život. Poslední formou obtěžování jsou pokusy o znásilnění, a ač mají opticky poměrně nízký výskyt (2 %), je třeba na ně upozornit jako na těžkou a závažnou formu sexuálního obtěžování. Muži i ženy se setkávají s problematickým chováním na pracovišti, oběťmi jsou ale zpravidla ženy a až v 15–23 % případů jsou aktéry tohoto chování nadřízení muži.

### Právní zakotvení

#### Trestní zákoník
V České republice se k sexuálnímu obtěžování věnuje zákon 40/2009 Sb. Trestního zákoníku o sexuálním nátlaku. Ta pojednává o problematice trestných činů, proti lidské důstojnosti v sexuální oblasti. Zaměřuje se na jednotlivé trestné činy a nejvíce prostoru věnuje znásilnění, jako trestnému činu nejzávažnějšímu.
Trestní zákoník je součástí veřejného práva a upravuje veřejné právo hmotné. V trestním zákoníku se sexuálním obtěžování zabývají tyto paragrafy:
- Sexuální nátlak, § 186 – Trestní zákoník č. 40/2009 Sb.
- Obchodování s lidmi, § 168 – Trestní zákoník č. 40/2009 Sb.
- Útok proti lidskost, § 401 – Trestní zákoník č. 40/2009 Sb.

#### Zákoník práce
Definice a vymezení pojmu sexuální obtěžování je upravena novelou zákoníku práce č. 46/2004. Zákoník práce sexuální obtěžování definuje v § 1 odst. 9 jako „jednání sexuální povahy v jakékoliv formě, které je dotčeným zaměstnancem oprávněně vnímáno jako nevítané, nevhodné nebo urážlivé a jehož záměr nebo důsledek vede ke snížení důstojnosti fyzické osoby nebo k vytváření nepřátelského, ponižujícího nebo zneklidňujícího prostředí na pracovišti nebo které může být oprávněně vnímáno jako podmínka pro rozhodnutí, které ovlivní výkon práv a povinností vyplývajících z pracovněprávních vztahů“. Zákoník práce pak dále uvádí, že sexuální obtěžování považuje za formu diskriminace.
- Zákona č. 251/2005

##### Zákony pojednávající o sexuálním obtěžování na pracovišti
- Zákon č. 262/2006 Sb., § 301 a § 302
- Zákon č. 262/2006 Sb., § 52 písm. g)
- Zákon č. 262/2006 Sb., § 55 odst. 1 písm. b)

##### Antidiskriminační zákon
- Zákon o rovném zacházení a o právních prostředcích ochrany před diskriminací a o změně některých zákonů
- Zákon č. 198/2009 Sb., § 2 odstavec 2